# 1165

## Родени
- 21 август – Филип II, крал на Франция
- Ибн Араби[1]

## Починали
- Малкълм IV -крал на Шотландия. Умира на 24 години. Наследен е от брат си Уилям Лъва.